# Friedrichswerdersches Gymnasium

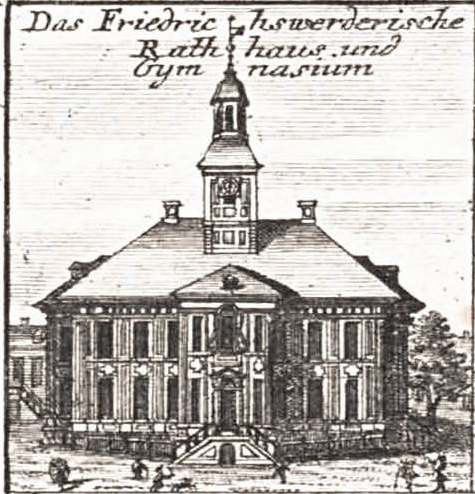
Bis zum Brand von 1794 war das Friedrichswerdersche Gymnasium im Friedrichswerderschen Rathaus untergebracht.

Das Friedrichswerdersche Gymnasium (auch: Friedrich-Werdersches oder Friedrichwerdersches Gymnasium) war eines der traditionellen Berliner humanistischen Gymnasien mit vielen bekannten Schülern.

## Geschichte
Auf Befehl des Großen Kurfürsten wurde das Gymnasium 1681 im Zuge des Berliner Stadtausbaus unter städtischem Patronat gegründet und stand den französischen und deutschen protestantischen Konfessionen offen. Rektor wurde 1698 Joachim Lange, später Theologe an der Universität Halle. Der Unterricht fand bis zum Brand 1794 im Rathaus von Friedrichswerder statt. 1742 fusionierte das Gymnasium mit dem Friedrichstädter Gymnasium. Friedrich Gedike richtete hier 1787 Berlins erstes gymnasiales Lehrerseminar ein, das Seminar für gelehrte Schulen, mit sechs bis acht Seminaristen – darunter Friedrich Schleiermacher – und machte die Schule, besonders durch die öffentlich abgehaltenen Prüfungen, bekannt. Um 1800 besuchten nur 50 Jungen die Schule an der Oberwasserstraße am Werderschen Markt. Ab 1825 fand der Unterricht in der Kurstraße im „Fürstenhaus“ statt, zeitweise zusammen mit der Gewerbeschule.
Im 19. Jahrhundert gehörte das Friedrichswerdersche Gymnasium mit dem Grauen Kloster, dem davon 1824 als erstem Realgymnasium abgetrennten Köllnischen Gymnasium, dem Friedrich-Wilhelms-Gymnasium, dem Joachimsthaler Gymnasium und dem Französischen Gymnasium zu den renommierten höheren Schulen in Berlin und Preußen, die um 1840 zusammen etwa 1960 Schüler hatten, davon um 350 am Friedrichswerderschen.

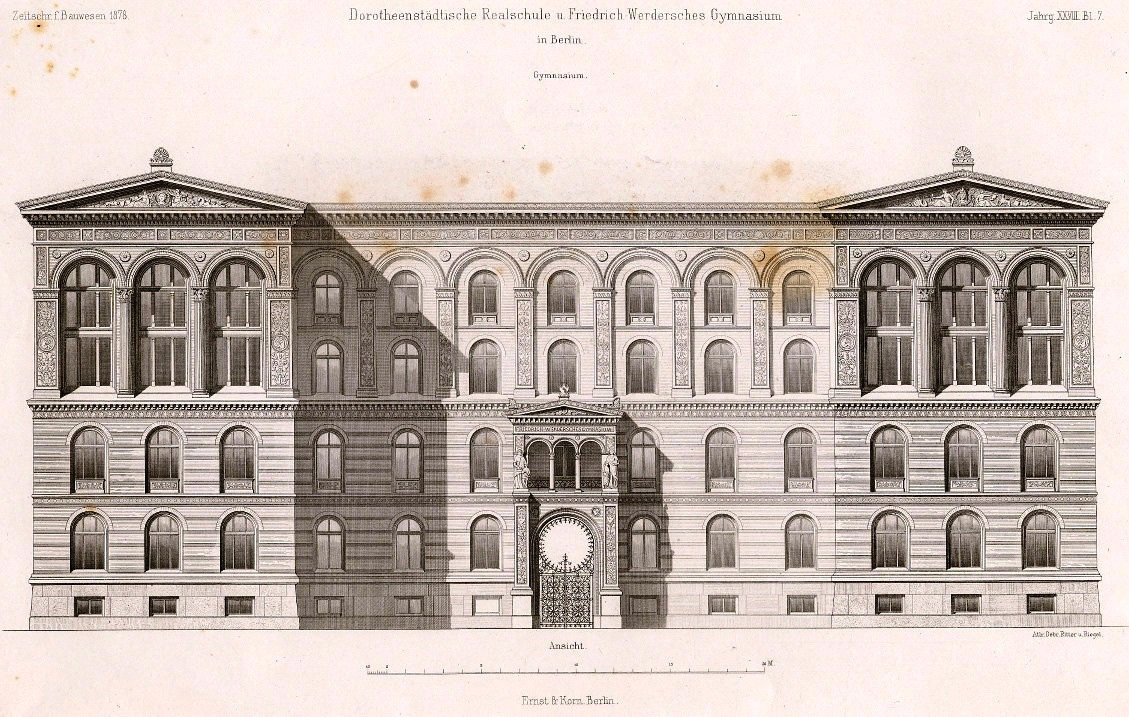
Friedrich Werdersches Gymnasium in der Dorotheenstraße, 1878

1875 wurde ein Neubau in der Dorotheenstraße bezogen, der nach einem Gesamtkonzept vom Stadtinspektor Arnold Hanel von Hermann Blankenstein, zusammen mit dem Dorotheenstädtischen Realgymnasium in der Georgenstraße, errichtet worden war; das Gymnasium an der ostwärtigen Ecke zur Friedrichstraße, das Dorotheenstädtische Realgymnasium an der Ecke zur Georgenstraße. 1908 zog das Gymnasium in das von Ludwig Hoffmann entworfene Schulgebäude in Berlin-Moabit in der Bochumer Straße (ab 1937 von der Beuth Hochschule für Technik Berlin, heute von der staatlichen Technikerschule Berlin benutzt). Daneben gab es noch die Friedrichswerdersche Oberrealschule (vorher Gewerbeschule).
Das Gymnasium bestand bis zur Evakuierung wegen Luftangriffen der Alliierten auf Berlin 1943/44.

## Rektoren

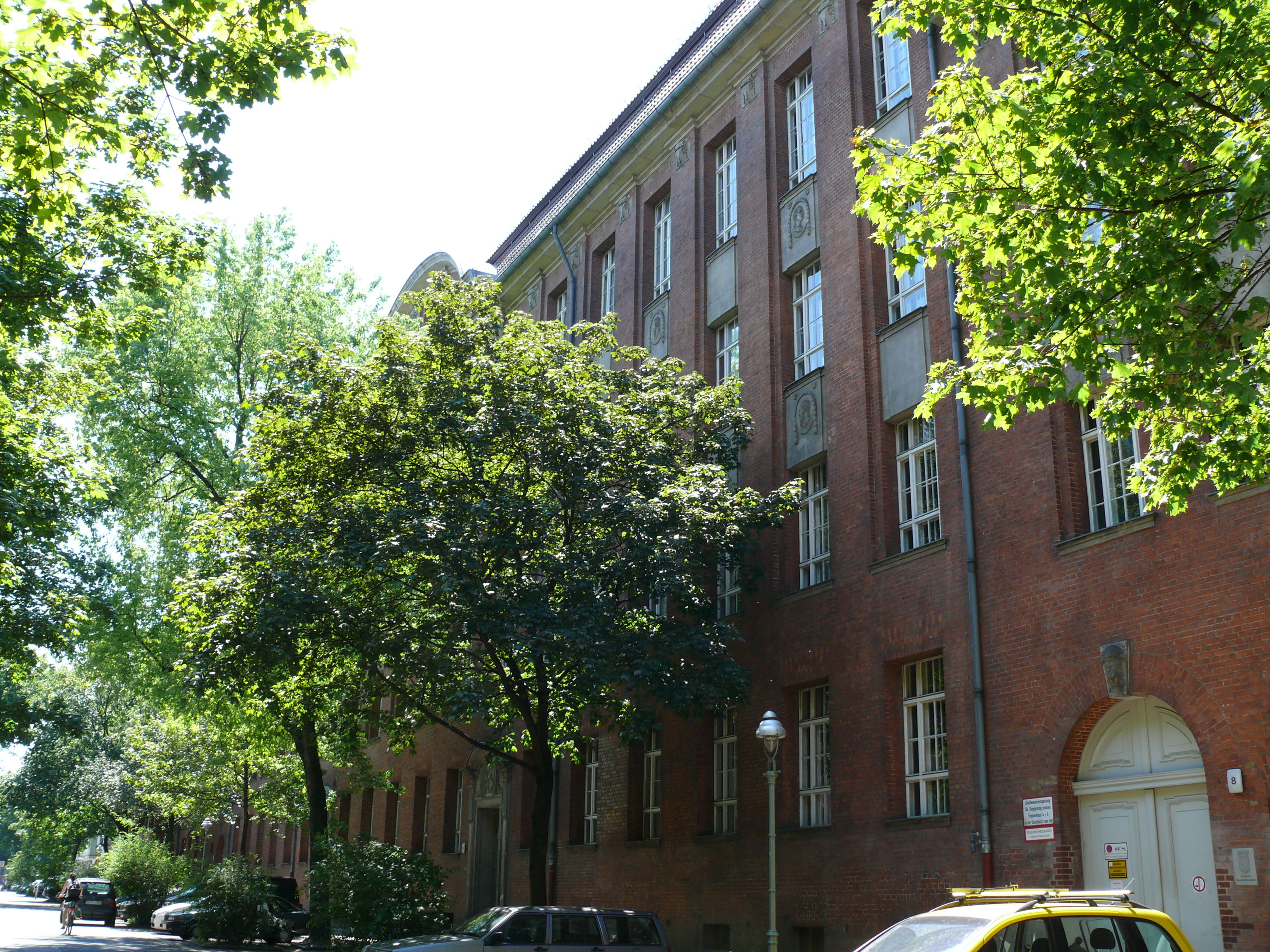
Schulgebäude in der Bochumer Straße (2012)

- 1681–1683 Gabriel Zollikofer (1647–1684)
- 1683–1684 Lambert Ellert († 1684)
- 1698–1709 Joachim Lange (1670–1744)
- 1710–1712 Heinrich Meierotto (1671–1717), Theologe
- 1715–1732 Konrad Heinrich Barckhausen (1677–1732)
- 1732–1776 Georg Gottfried Küster (1695–1776), Historiker
- 1776–1779 Johann Philipp Heinius der Jüngere († 1779)
- 1779–1793 Friedrich Gedike
- 1793–1807 Friedrich Ludwig Plesmann (1758–1807)
- 1808–1820 August Ferdinand Bernhardi (1769–1820)
- 1820–1827 Christian Gottlieb Zimmermann (1766–1841),[2] Mathematiker
- 1828–1837 August Ferdinand Ribbeck (1790–1847)[3]
- 1837–1875 Eduard Bonnell (1802–1877)[4]
- 1875–1897 Bernhard Büchsenschütz (1828–1922)
- 1899–1917 Rudolf Lange (1858–1917)
- 1917–1925 Ernst Goldbeck (1861–1940)[5]

## Lehrer
- Friedrich Gedike
- Paul Du Bois-Reymond
- Rudolf Clausius
- Walter Draeger
- Adolph Göpel
- Friedrich Ludwig Jahn
- Karl Lachmann
- Paul Anton de Lagarde
- 1797–1807 Guillaume Mila (1764–1833), Lehrer für die französische Sprache
- Valentin Anton Noodt
- Eugen Pappenheim
- Karl Friedrich Passow
- Christian Moritz Pauli
- Friedrich Eberhard Rambach
- Bernhard Ludwig Suphan
- Ernst Symons
- Albert Zimmermann

## Schüler
- Willibald Alexis (d. i. Wilhelm Häring)
- Theodor Amelang
- Adolf Heinrich von Arnim-Boitzenburg
- Bern von Baer
- Michael Beer, Publizist
- Eduard Bernstein, SPD-Politiker
- Sigismund Ludwig Borkheim
- Carl Heinrich Bismarck
- Herbert von Bismarck
- Wilhelm von Bismarck
- Dietrich Bonhoeffer
- Leo von Caprivi
- Siegbert Cohn, Verleger
- William Cohn, Ostasienexperte
- Sefton Delmer
- Adolf Ernst
- Ernst Ewald
- Max J. Friedländer
- Fritz Friedmann-Frederich
- Albert Geyer
- Fritz Geyer
- Felix Gilbert
- Adolf Glaßbrenner, Schriftsteller
- Rudolph Goehr, Dirigent und Komponist
- Karl Gutzkow, Dichter
- Ernst Henrici, Abgeordneter
- Heinrich Otto Jacobi (1815–1864), lassischer Philologe und Gymnasiallehrer
- Siegfried Jacobsohn, Theaterkritiker
- Rudolf Jürgens
- Victor Klemperer, Schriftsteller
- Gustav Körte
- Philalethes Kuhn
- Karl Friedrich August Kühns
- Johann Emanuel Küster
- Artur Landsberger
- Paul Lehfeldt
- Louis Lewin
- Friedrich H. Lewy
- Max Liebermann, Maler
- Ernst Lissauer, Publizist
- Ludwig Lohde
- Adolph Lohse, Architekt
- Eduard Magnus
- Heinrich Gustav Magnus
- Ludwig Marcuse, Philosoph
- Paul Mendelssohn Bartholdy
- Yohanan Meroz
- Victor Meyer
- Adolph von Minutoli
- Otto Müller, Botaniker
- Arthur Nussbaum
- Karl Friedrich Passow
- Friedrich Graf von Perponcher-Sedlnitzky
- Felix Pinkus
- Heinrich Plütschau
- Felix Poppenberg
- Carl Rammelsberg
- Georg Wilhelm von Raumer
- Gerhart Rodenwaldt
- Max Ruge
- Wilibald von Schulenburg
- Wilhelm von Schütz
- Georg Simmel, Autor
- Richard Steifensand
- Franz Stolze
- Otto Strauß
- Christian Friedrich Tieck
- Ludwig Tieck, Dichter
- Wilhelm Uhden
- Heinz Ullstein
- Georg Hermann Valentin
- Wilhelm Heinrich Wackenroder
- Harry Walden
- Otto Warburg, Biochemiker
- Heinz Wermuth, Herpetologe
- Alfred Wiener, Architekt
- Bruno Wolff